# Вихідні відомості видання
Вихідні відомості видання — сукупність даних, які характеризують видання і призначені для його оформлення, інформування споживача, бібліографічного опрацювання і статистичного обліку. Кожен примірник видання повинен містити вихідні відомості.
Елементами вихідних відомостей є:
- відомості про авторів та інших осіб, які брали участь у створенні видання;
- назва (основна, паралельна, ключова, альтернативна) видання;
- надзаголовкові дані;
- підзаголовкові дані; вихідні дані;
- випускні дані (номер і дата видачі свідоцтва про державну реєстрацію видавця, обсяг видання, тираж, ін.);
- класифікаційні індекси (УДК, ББК);
- міжнародні стандартні номери (ISSN, ISBN, ISMN);
- знак охорони авторського права;
- анотація;
- макет анотованої каталожної картки.

Перелік, зміст і порядок оформлення вихідних відомостей для кожного виду видань визначається стандартами. Вихідні відомості оформляє видавець.
Усі книжкові видання в Україні, незалежно від мови основного тексту, повинні мати обов'язкову анотацію та вихідні бібліографічні відомості державною мовою. Винятком можуть бути тільки видання іноземними мовами, призначені для розповсюдження за кордоном або серед іноземців. Вихід у світ видання без обов'язкових для нього вихідних відомостей не допускається.